# Rhodamnia rubescens
Rhodamnia rubescens là một loài thực vật có hoa trong Họ Đào kim nương. Loài này được (Benth.) Miq. miêu tả khoa học đầu tiên năm 1855.